# Zinaida Kirijenková
Zinaida Michajlovna Kirijenková (Зинаида Михайловна Кириенко, 9. července 1933, Machačkala – 12. února 2022 Moskva) byla ruská filmová herečka, známá rolemi Natalije Melechovové ve filmu Tichý Don (režie Sergej Gerasimov) a Iriny Sokolovové ve filmu Osud člověka (režie Sergej Bondarčuk).

## Život
Její otec Jevgenij Širokov byl popraven za Velké čistky, později přijala jméno matčina druhého manžela. Studovala zemědělskou školu, v roce 1958 absolvovala VGIK, kromě natáčení filmů působila ve Státním divadle filmových herců. Byla také nadanou zpěvačkou, účastnila se pěvecké soutěže Romansiáda. V letech 1965 až 1974 nebyla obsazována, příčiny nejsou zcela zřejmé. Od roku 2014 vedla na televizní stanici První kanál vlastní talkshow Vaše věc.
Jejím manželem byl ekonom Valerij Tarasevskij (1943–2004), měla dva syny a pět vnoučat.

## Ocenění
- Lidový umělec RSFSR

- Státní cena SSSR

- Zasloužilý umělec RSFSR

## Filmografie (výběr)
- 1957 Tichý Don
- 1959 Osud člověka
- 1960 Pověst plamenných let
- 1961 Kozáci
- 1965 Výstřel Aurory
- 1974 Láska pozemská
- 1978 Lék proti strachu
- 1981 Byli to herci